# Örvényes
Örvényes je vas na Madžarskem, ki upravno spada pod podregijo Balatonfüredi Županije Veszprém.